# Vicente Iturat
Vicente Iturat Gil (Alcalá de Chivert, 22 agosto 1928 – Vilanova i la Geltrú, 18 agosto 2017) è stato un ciclista su strada spagnolo.
Professionista dal 1952 al 1962, conta quattro successi di tappa alla Vuelta a España, oltre che l'affermazione nella Classifica a punti nel 1957.

## Palmarès
- 1953

Classifica generale Bicicletta Basca
4ª tappa Vuelta a Andalucía
6ª tappa Vuelta a Andalucía
- 1954

4ª tappa Vuelta a Levante
- 1955

Circuito de Pascuas
2ª tappa Volta Ciclista a Catalunya
8ª tappa Vuelta a España
- 1956

5ª tappa Volta Ciclista a Catalunya
1ª tappa Gran Premio Liberacion de Ondarroa
4ª tappa Vuelta a Levante
1ª tappa Tour de l'Ariège
- 1957

Trofeo Masferrer
Trofeo del Sprint
Barcelone-Vilada
4ª tappa Vuelta al Sureste Espanol
6ª tappa Vuelta al Sureste Espanol
- 1958

4ª tappa Volta Ciclista a Catalunya
- 1959

3ª tappa Vuelta a España
1ª tappa Vuelta a Andalucía
8ª tappa Vuelta a Andalucía
- 1960

11ª tappa Vuelta a España
- 1961

Circuito de Pascuas
3ª tappa Vuelta a España

### Altri successi
- 1956

Criterium di Tarragona
- 1957

Classifica a punti Vuelta a España
Criterium di Pamplona
- 1958

Criterium di Binefar
Criterium di Saragozza
- 1960

Criterium di Montblanch

## Piazzamenti

### Grandi Giri
- Tour de France

1953: ritirato (18ª tappa)
1961: 69º
- Giro d'Italia

1955: 32º
1958: 53º
- Vuelta a España

1955: 5º
1956: 23º
1957: 12º
1958: 17º
1959: 38º
1960: ritirato
1961: 6º
1962: 40º

### Competizioni mondiali
- Campionati del mondo

Reims 1958 - In linea: ritirato